# Adapter
Ein Adapter (lateinisch ad aptare, adaptare ‚anpassen, passend herrichten‘) ist in der Technik ein Steck- oder ein Schraubverbinder zur mechanischen und elektrischen Verbindung verschiedener Geräte mit unterschiedlichen Nennweiten, Stecksystem-Normen oder ein Gerät zur Signalumwandlung.
- elektromechanische Adapter
  - Adapter mit Steckverbinder und Leitungen ohne weitere elektronische Bauelemente: Reisestecker, Audio- und Video-Adapter, Röhren-Adapter, Prüfadapter mit Nadeln (Leiterplatten, integrierte Schaltkreise)
  - Adapter mit weiteren elektronischen Schaltungen: Steckernetzteile, Antennenadapter (Symmetrierglieder), Videosignal-Adapter, z. B. VGA/Composite Video, Pegelwandler, Entzerrvorverstärker, Fernseh-Normwandler, serielle Umsetzer TTY/RS-232, Netzwerkkarten (Datenverarbeitung), WLAN-Adapter usw.
- Special Camera Adaption – Adapter für unterschiedliche Blitzgeräte und Fotoapparate
- mechanische Adapter
  - Fotoadapter: Okular-, Objektiv- und Stativadapter
  - Reduzierstücke für Gewinde
  - Adapter für Rohre und Schläuche für Flüssigkeiten, Druckluft und Gase, Nippel, Muffen mit oder ohne Gewinde, Fahrradventil-Adapter, Druckminderer
- Softwareadapter
  - Adapter (Entwurfsmuster)
  - Ein Programm, dass Anpassungen zwischen verschiedenen Schnittstellen und Protokollen durchführt, beispielsweise bei IoBroker.
- Raketentechnik Adapter
  - Zum Verbinden zweier Raketenstufen (Stufen-A.) oder der Nutzlast mit der Stufe der Trägerrakete (Nutzlast-A.)

## Beispiele

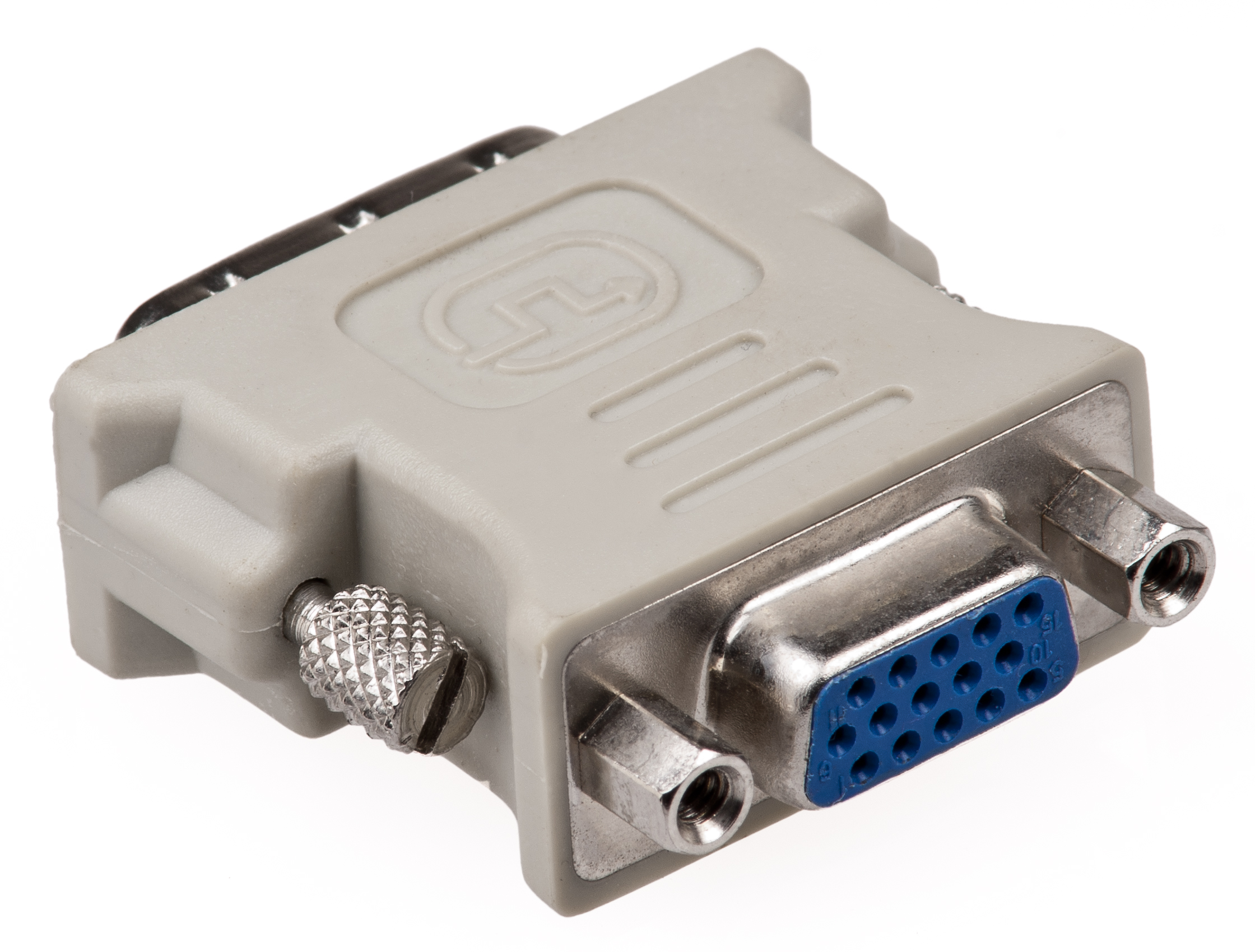
Adapter für Bildschirmanschluss
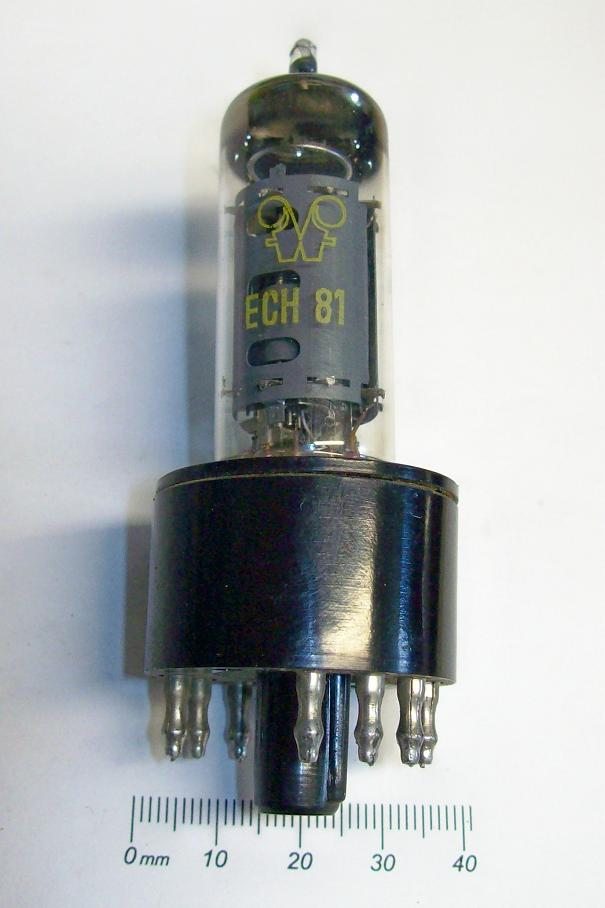
Elektronenröhre mit Sockeladapter
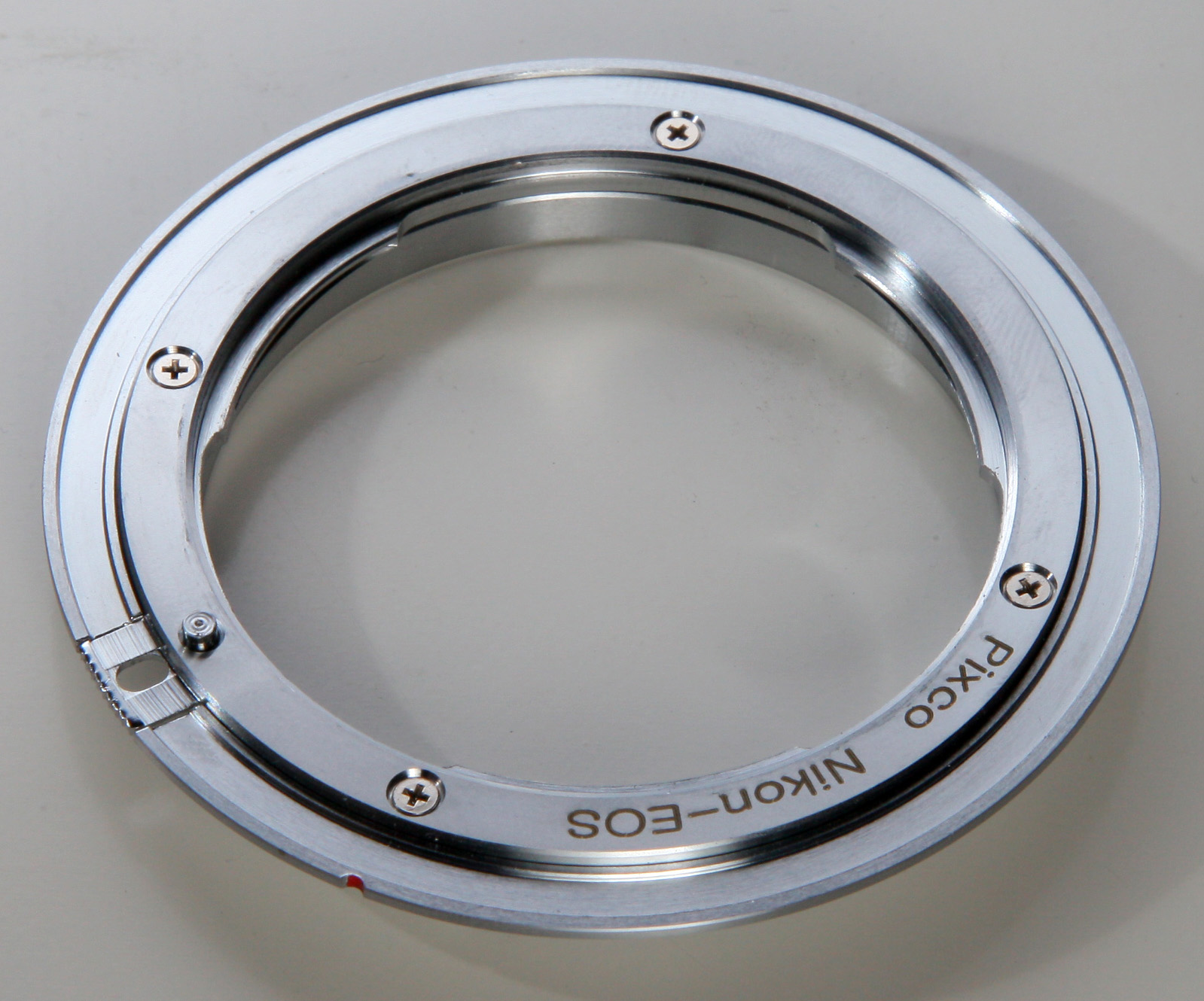
Adapter für fotografische Filter
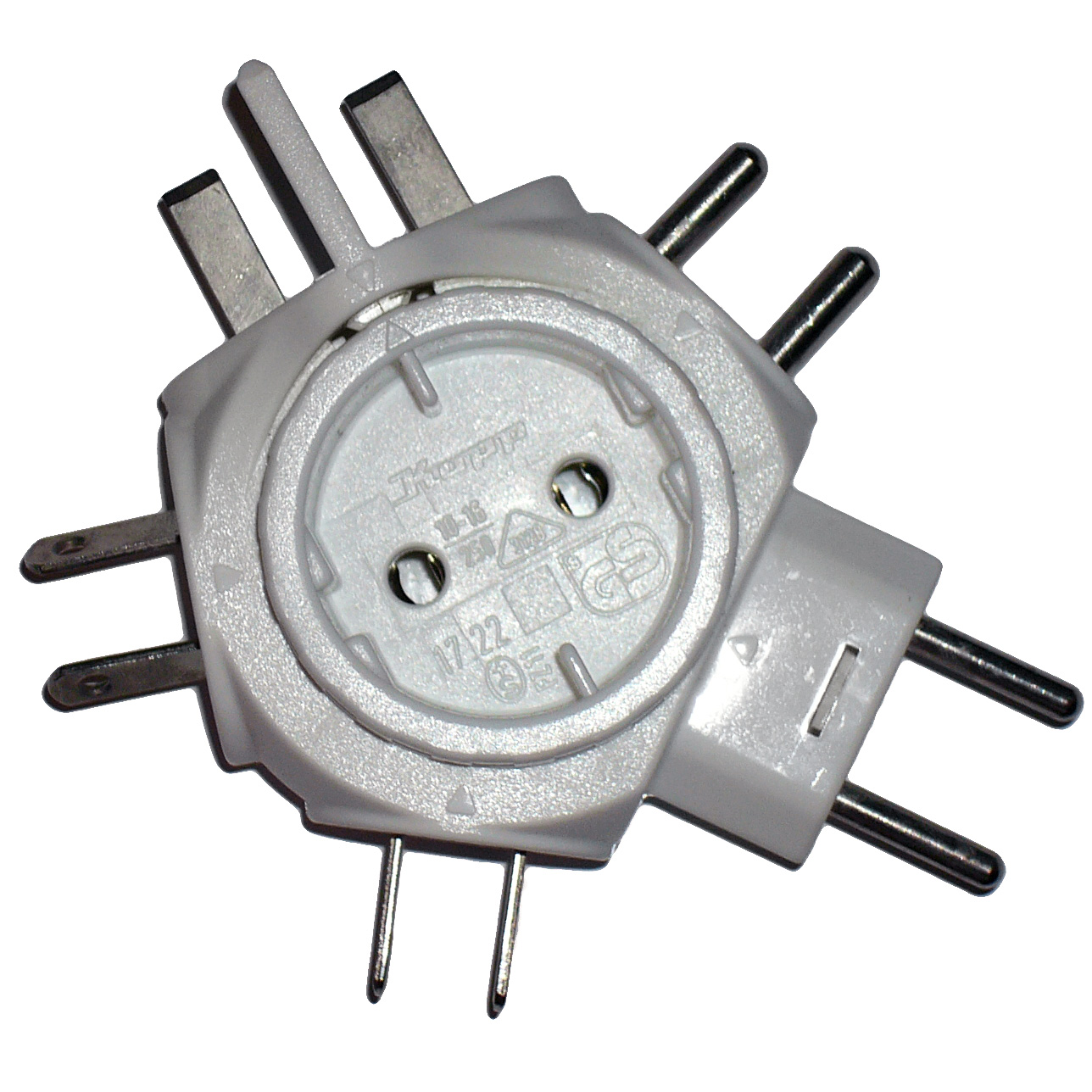
Reisestecker
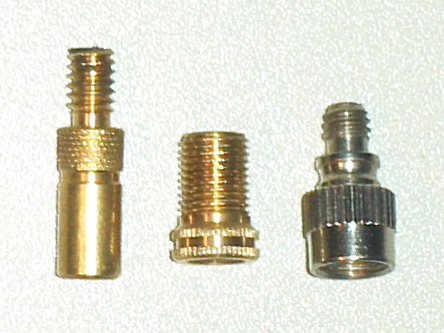
Fahrradventiladapter
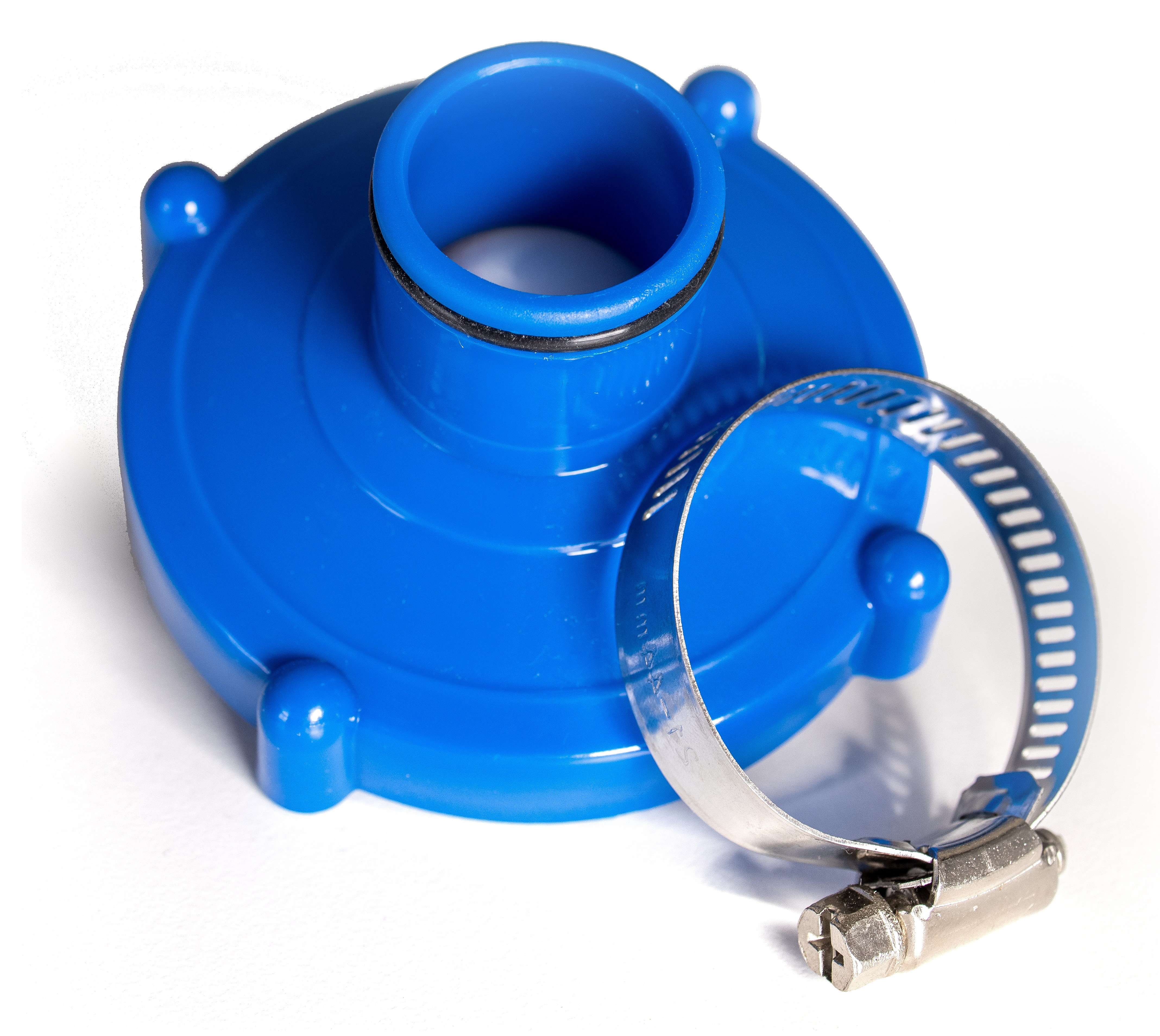
(Pool-)Adapter für Schläuche aus Plastik